# Редькін Тарас Вікторович
Тара́с Ві́кторович Ре́дькін (позивний — Тарасик; 2 жовтня 1996, м. Харків, Україна — 25 вересня 2022) — український військовослужбовець, майор, льотчик-винищувач підрозділу Повітряних сил Збройних сил України, учасник російсько-української війни, який загинув під час російського вторгнення в Україну.

## Життєпис
Народився 2 жовтня 1996 року у м. Харкові.
В 2019 році закінчив навчання в ХНУПС імені Івана Кожедуба.
Проходив військову службу на посаді заступника командира ескадрильї — штурмана авіаційної ескадрильї 204-ї бригади тактичної авіації Повітряних сил Збройних сил України, літав на літаку МіГ-29.
Загинув 25 вересня 2022 року при виконанні бойового завдання зі знищення ворожих засобів ППО неподалік від лінії бойового зіткнення. Близько 4-ї години ранку виконав завдання зі знищення ворожих засобів ППО за допомогою протирадіолокаційних ракет AGM-88 HARM, але після цього був збитий. Відвів свій літак від населеного пункту.
Похований 1 жовтня 2022 року.

## Нагороди
- «орден Богдана Хмельницького III ступеня (07.11.2022, посмертно) — за особисту мужність і самовіддані дії, виявлені у захисті державного суверенітету та територіальної цілісності України, вірність військовій присязі[2];
- медаль «За військову службу Україні» (2 травня 2022) — за особисту мужність і самовіддані дії, виявлені у захисті державного суверенітету та територіальної цілісності України, вірність військовій присязі[3];
- нагрудний знак «Знак пошани» (15 вересня 2022)[4];
- нагрудний знак «За зразкову службу» (23 травня 2022)[5];
- пам'ятний нагрудний знак «85 років Харківському університету Повітряних сил ім. Івана Кожедуба» (9 листопада 2015)[6].